# Cortes (Bohol)
Pour les articles homonymes, voir Cortes.
Cortes est une municipalité des Philippines située au sud-ouest de la province de Bohol, au nord de la capitale provinciale Tagbilaran
Elle compte 14 barangays.